# Les 3 Vallées
Les 3 Vallées (Les Trois Vallées) is een groot wintersportgebied in de Franse Alpen, meer bepaald in de Tarentaisevallei in het departement Savoie. Het bestaat uit verschillende deelgebieden, waarvan Courchevel (geopend in 1946), Méribel (1939), Les Menuires (1964) en Val Thorens (1972) de grootste zijn, die in 1973 met elkaar verbonden werden. Les 3 Vallées kan beschouwd worden als 's werelds grootste aaneengesloten wintersportgebied.

## Geschiedenis

### Ontstaan
Omstreeks 1925 ontstond bij enkele Britse zakenlui het idee om in Frankrijk een skigebied te creëren zoals die toentertijd al in Oostenrijk en Zwitserland bestonden. De geoefende Britse skiër en tevens uitvinder van de slalom Arnold Lunn, stelde voor om het Saint-Bondal uitgebreid te onderzoeken naar de mogelijkheden daartoe. Na een korte expeditie kwam hij tot de ontdekking dat de drie dalen die vrijwel parallel aan elkaar lopen, vanwege hun unieke afdalingen en minimale kans op lawines, geschikt waren om tot een nieuw skigebied uit te groeien. In 1937 werd Emile Allais aangesteld om het Alluesdal verder te onderzoeken op mogelijkheden en alle ingediende voorstellen op uitvoerbaarheid te beoordelen. Tussen 1943 en 1945 ontwierpen architect Laurent Chappis en technicus Maurice Michaud een lay-out voor bebouwing en liften. Na het einde van de Tweede Wereldoorlog werden in maart 1946 de eerste liften gebouwd. Tussen Courchevel en Les Tovets kwam een stoeltjeslift en Les Tovets en La Loze werden met een sleeplift verbonden. In december 1947 opende het eerste hotel in Courchevel de deuren voor toeristen en een maand later ging het tweede hotel open. In de winter van 1953 bestond het gebied uit 6 liften in het Saint-Bon dal en 3 liften rondom Meribel in Alluesdal. De eerste verbinding tussen de beide dalen werd in 1959 tot stand gebracht met een gondellift. Pas in 1963 werd het derde dal bij het project betrokken door er een drietal sleepliften aan te leggen. Ondanks het rampjaar 1964 waarin nauwelijks sneeuw viel werden in 1973 de drie dalen volledig met elkaar verbonden door de lift die Les Menuires verbond met het dal van Meribel. In datzelfde jaar werd begonnen met de bouw van Val Thorens, aan het einde van het Belleville-dal. In de daaropvolgende jaren werden er vrijwel continu liften bijgebouwd en vervangen. In de skioorden openden vele hotels en appartementencomplexen en groeide Les Trois Vallées uit tot het grootste aaneengesloten skigebied ter wereld.

## Geografie

### Ligging
Les 3 Vallées ligt in de Tarentaise, meer bepaald ten zuiden van de Bozelvallei die in Moûtiers aansluit op het dal van de Isère. Ten zuiden van het skigebied ligt de landstreek Maurienne. Het wintersportgebied ligt in de gemeenten Les Belleville, Les Allues, Courchevel en Orelle.
Les 3 Vallées is een van verschillende megaskigebieden in de Savoie. Aan de overzijde van de Bozelvallei, ten noordoosten van Courchevel, ligt Paradiski (La Plagne en Les Arcs). Verder oostwaarts tot slot bevindt zich Espace Killy (Tignes en Val-d'Isère). Ten noordwesten van Les Menuires ligt Le Grand Domaine (Valmorel en Saint-François-Longchamp). Van het zuidwesten tot het zuidoosten bevinden zich Les Sybelles, Galibier-Thabor (Valmeinier en Valloire) en de kleinere skidorpen van Espace Haute Maurienne Vanoise (Valfréjus, La Norma, Aussois, Val Cenis, Bessans en Bonneval sur Arc).

### Topografie en skidorpen
Het wintersportgebied ligt centraal in het Vanoisemassief en beslaat de flanken van drie dalen die zich grofweg uitstrekken van zuid naar noord, waar ze aansluiten op de Bozelvallei: het Belleville-dal, het Allues-dal en het dal van Courchevel, Bozel of Saint-Bon. Daarnaast reikt het skigebied tot in een vierde vallei, die van de Maurienne.

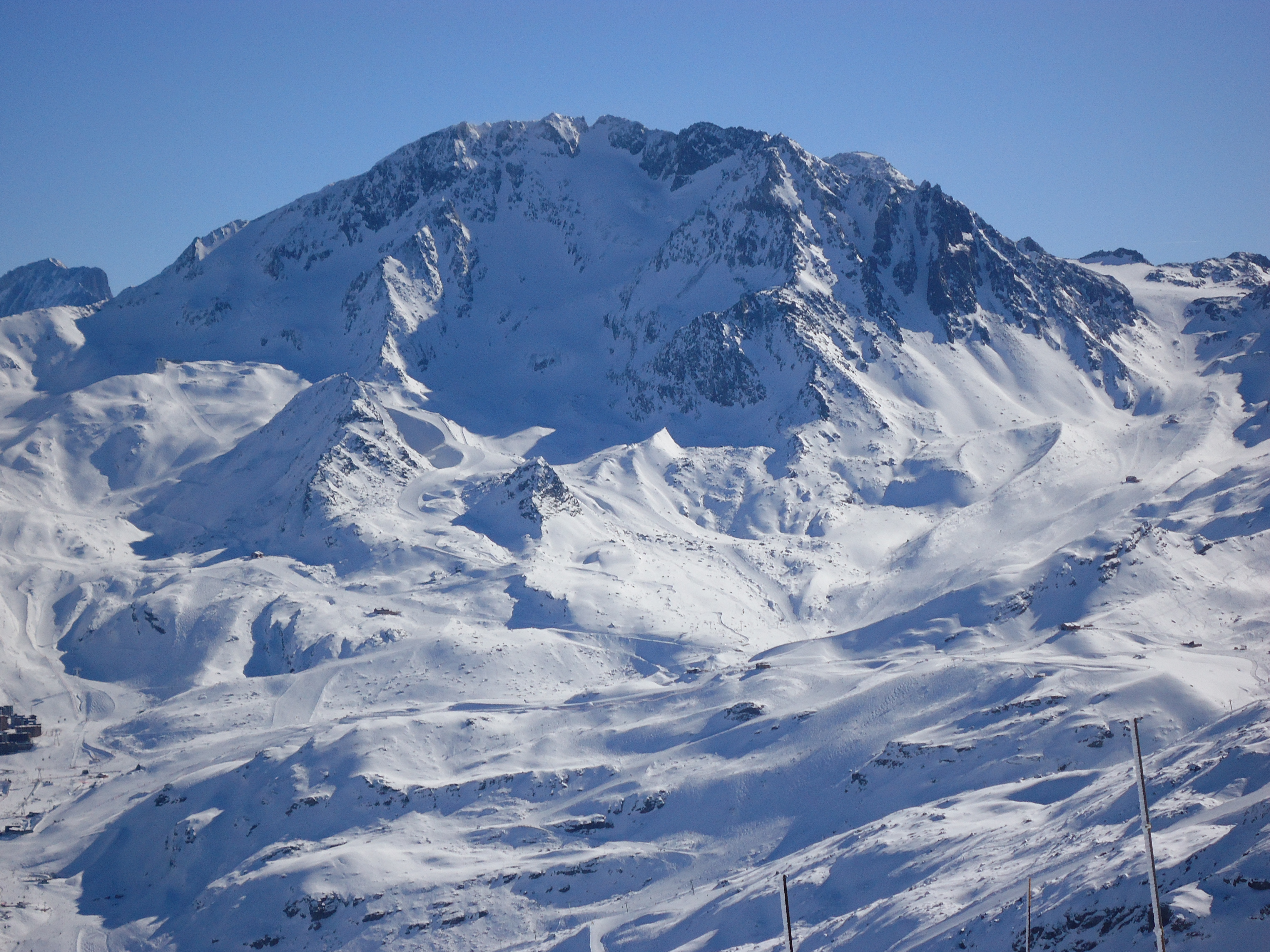
De Aiguille de Péclet (3561 m) torent boven Val Thorens uit.

Het Belleville-dal is een langgerekte vallei van wel 26 kilometer lang. Het strekt zich uit van de top van de Aiguille de Péclet (3561 meter) tot Salins-Fontaine (ca. 500 m). Gelegen tussen 2150 en 2400 m bevindt zich Val Thorens, het hoogste skidorp van Europa. Stroomafwaarts op de rechteroever van de Doron de Belleville bevindt zich Les Menuires, dat zich over meer dan twee kilometer uitstrekt tussen 1700 en 2020 meter, met de wijk Reberty 2000 als hoogste punt. Verder stroomafwaarts bevinden zich de traditionele gehuchten Levassaix (1670 m), Bettaix (Bettex, 1560 m), Praranger (1560 m), Granges (1560 m), Saint-Marcel (1490 m) en Saint-Martin-de-Belleville (1400 m), het laagste punt tot waar geskied kan worden. In het zuidwesten wordt de vallei begrensd door de Cime de Caron (3193 m) en Pointe de la Masse (2803 m). In het oosten scheidt een bergkam met toppen als de Mont du Borgne (3153 m), Mont de Péclet (3012 m), Mont de la Chambre (2850 m) en Roc de Tougne (2535 m) ze van de Allues-vallei.
Het Allues-dal strekt zich over zo'n 17 kilometer uit van zuid naar noord, van de Mont Vallon (2952 m) tot het kuuroord Brides-les-Bains (ca. 600 m). Twee grote skidorpen, Méribel-Mottaret (1670-1800 m) en Méribel-Centre (1400-1700 m), bevinden zich centraal in dal. Ten oosten van Méribel ligt Méribel Altiport (1700 m). Verder stroomafwaarts, op de rechteroever, ligt Méribel-Village (1380-1450 m). In de vallei liggen een aantal traditionele gehuchten, zoals Musillon (1400 m), Raffort (1300 m), Chandon (1250 m), Mollard (1220 m), Villaret (1180 m) en de gemeentelijke hoofdplaats Les Allues (1100 m), het laagst bereikbare punt voor skiërs. Tot in Brides skiën kan niet, maar vanuit het kuuroord kan men wel een 6,5 km lange lift nemen tot in Méribel. De Allues-vallei wordt in het oosten begrensd door een bergkam vanaf de Aiguille du Fruit (3048 m) over de Sommet de la Saulire (2740 m), de Dent de Burgin (Croix du Verdons, 2739 m) en de Rocher de la Loze (2527 m).

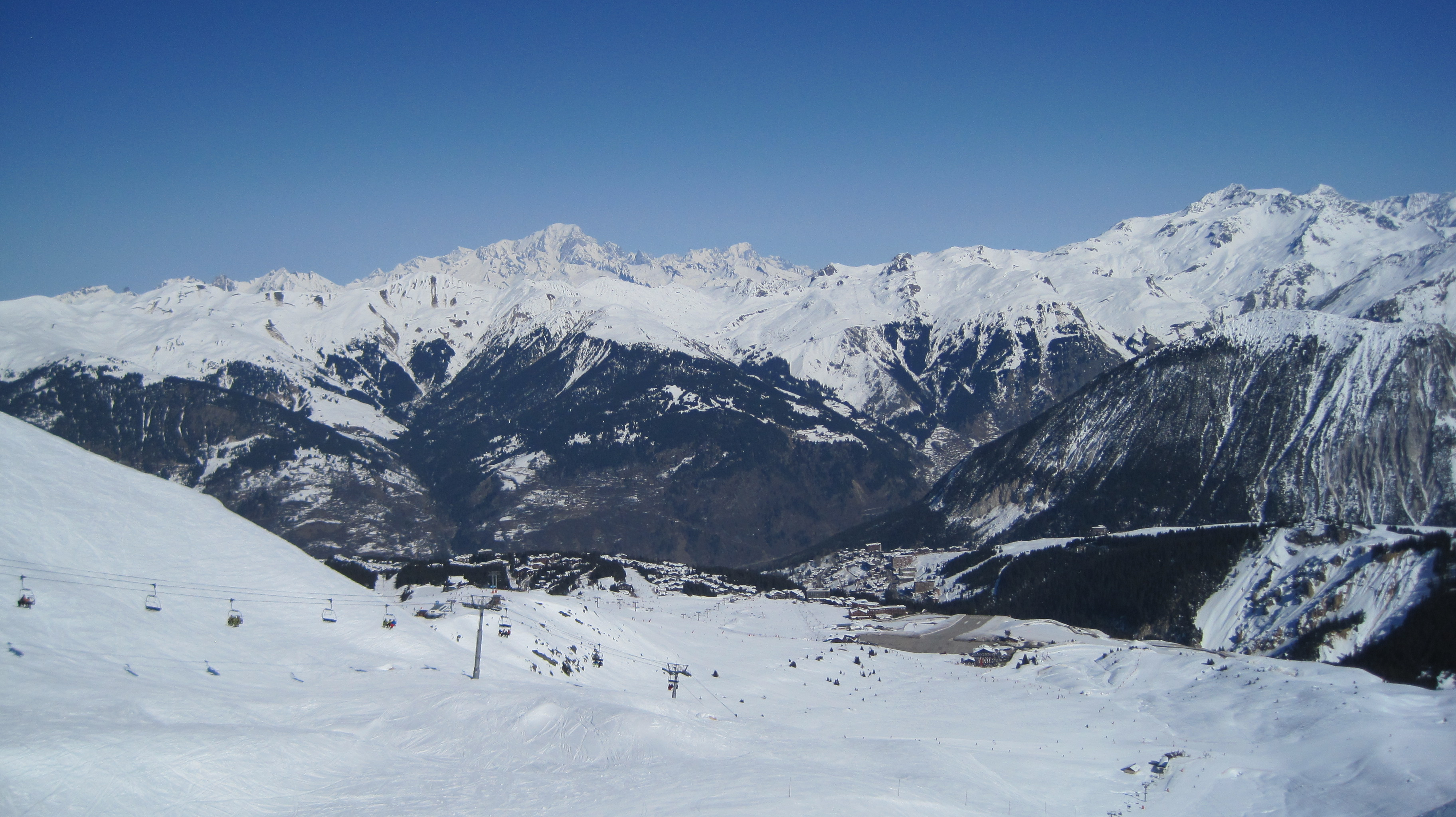
Skigebied van Courchevel

Aan de overzijde van die bergkam ligt het deelgebied Courchevel, dat niet zozeer een vallei vormt maar bestaat uit een aantal smallere dalen die afwateren naar Bozel. Aan de rand van de alpenweiden bevinden zich drie skidorpen, Courchevel (1740-1900 m), Courchevel Moriond (1520-1750 m) en Courchevel Village (1430-1500 m). Op 2000 meter ligt de Altiport de Courchevel. Op de bosrijke noordflank van de lagergelegen Bozelvallei bevinden zich, van west naar oost, La Tania (1340-1430 m), Courchevel Le Praz (1230-1300 m) en het historische dorp Saint-Bon-Tarentaise (1100 m). De steile westflank van de Vallée des Avals begrenst Courchevel in het oosten.
Tot slot reikt het skigebied, ten zuiden van Val Thorens, tot in de Maurienne. Onder de Pointe de Thorens (3262 m), Aiguille du Bouchet (3254 m) en Pointe du Bouchet (3416 m) kan er geskied worden tot aan Plan Bouchet (2350 m). De kabelbaan 3 Vallées Express verzorgt de verbinding met het valleidorp Francoz (ca. 900 m) in de gemeente Orelle.

#### Galerij

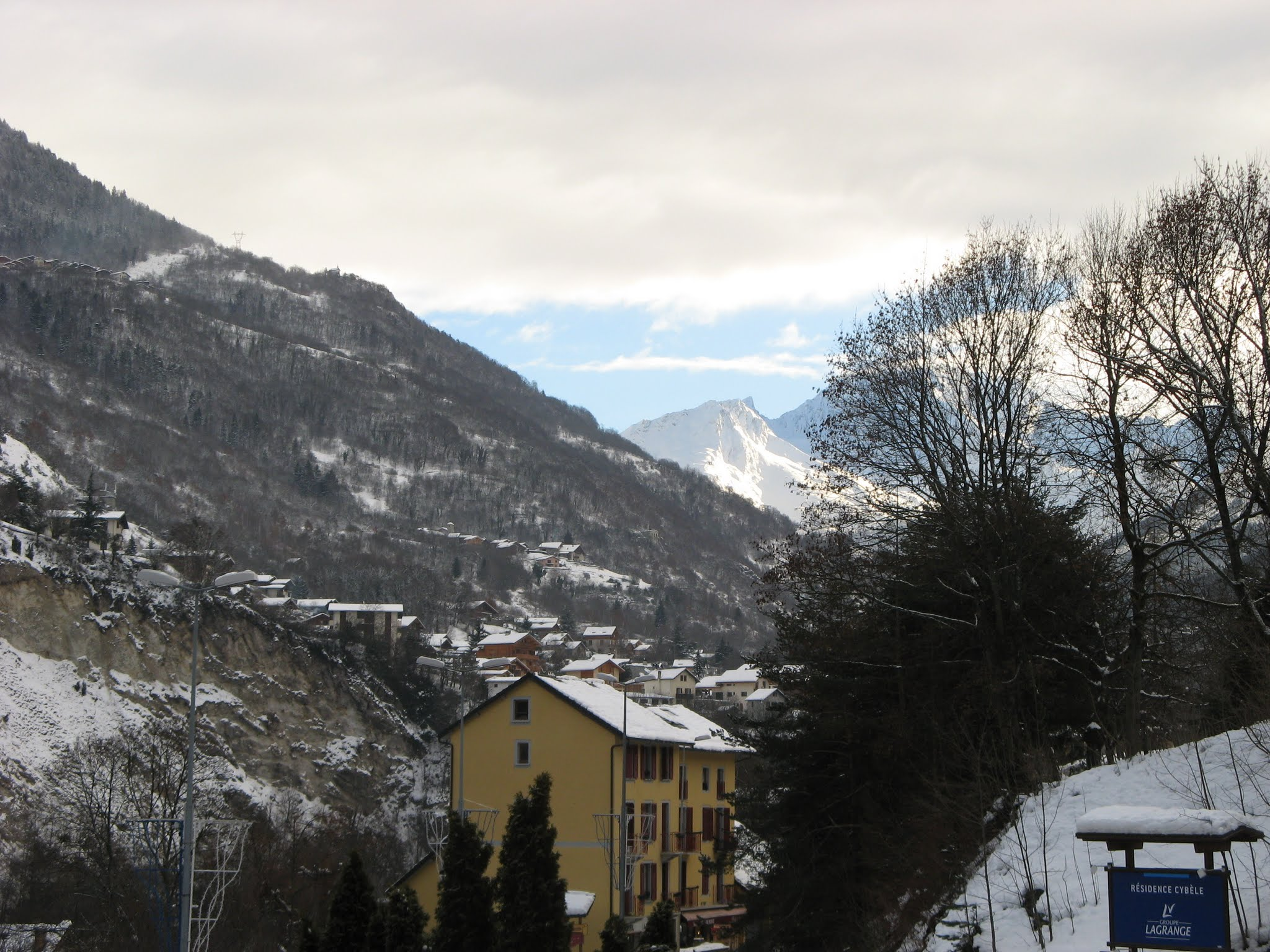
Brides-les-Bains
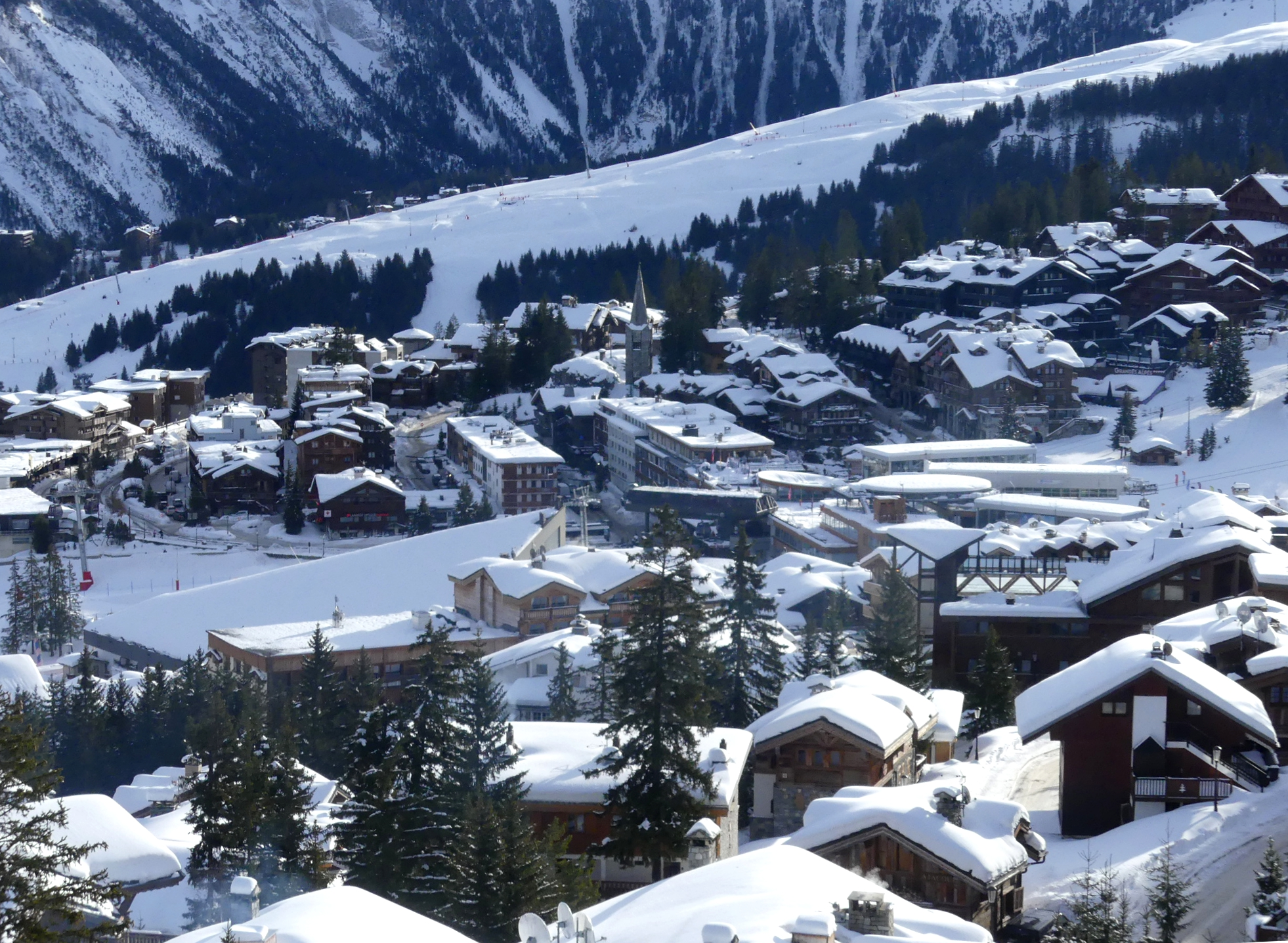
Courchevel 1850
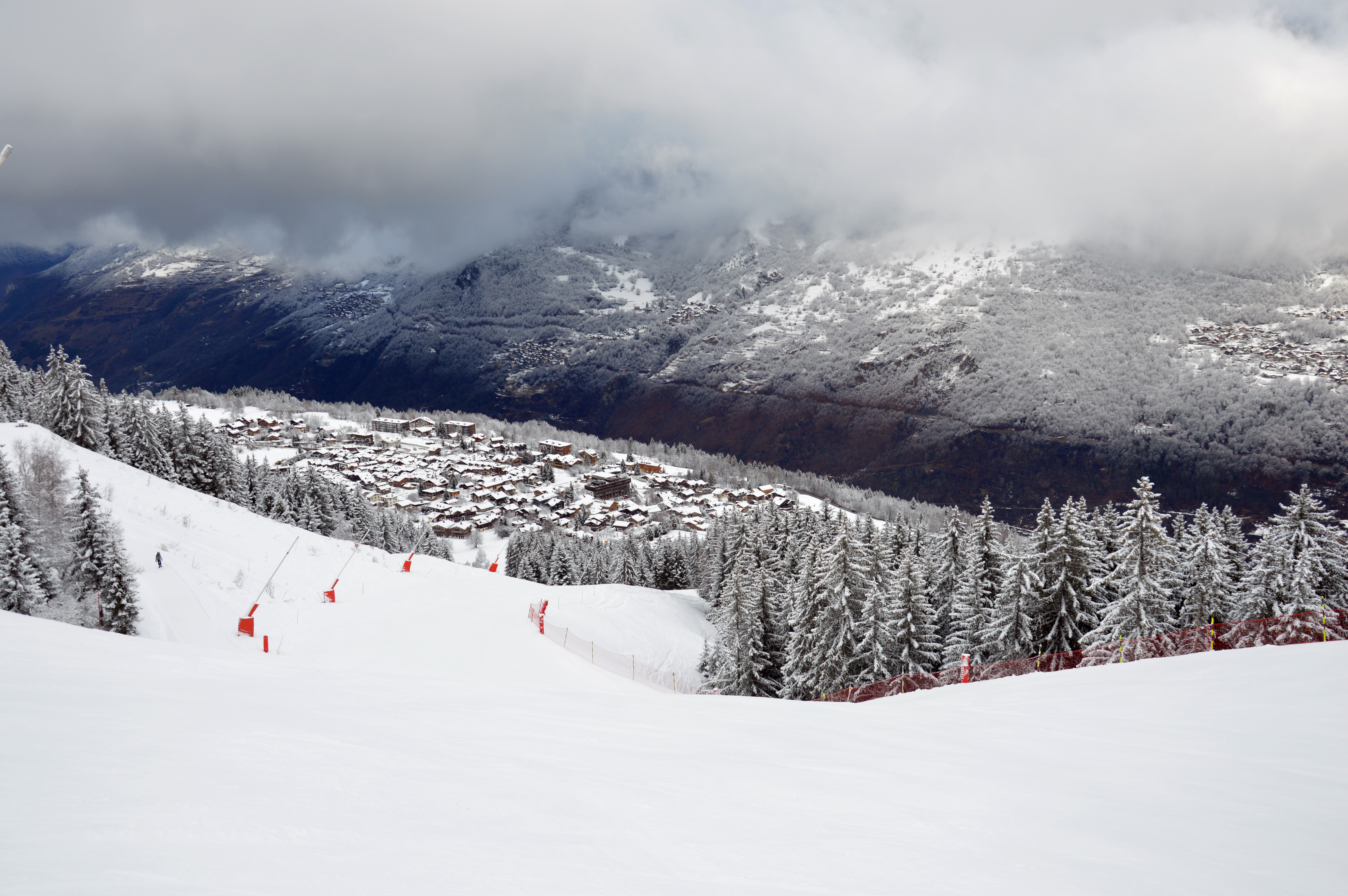
Courchevel Le Praz
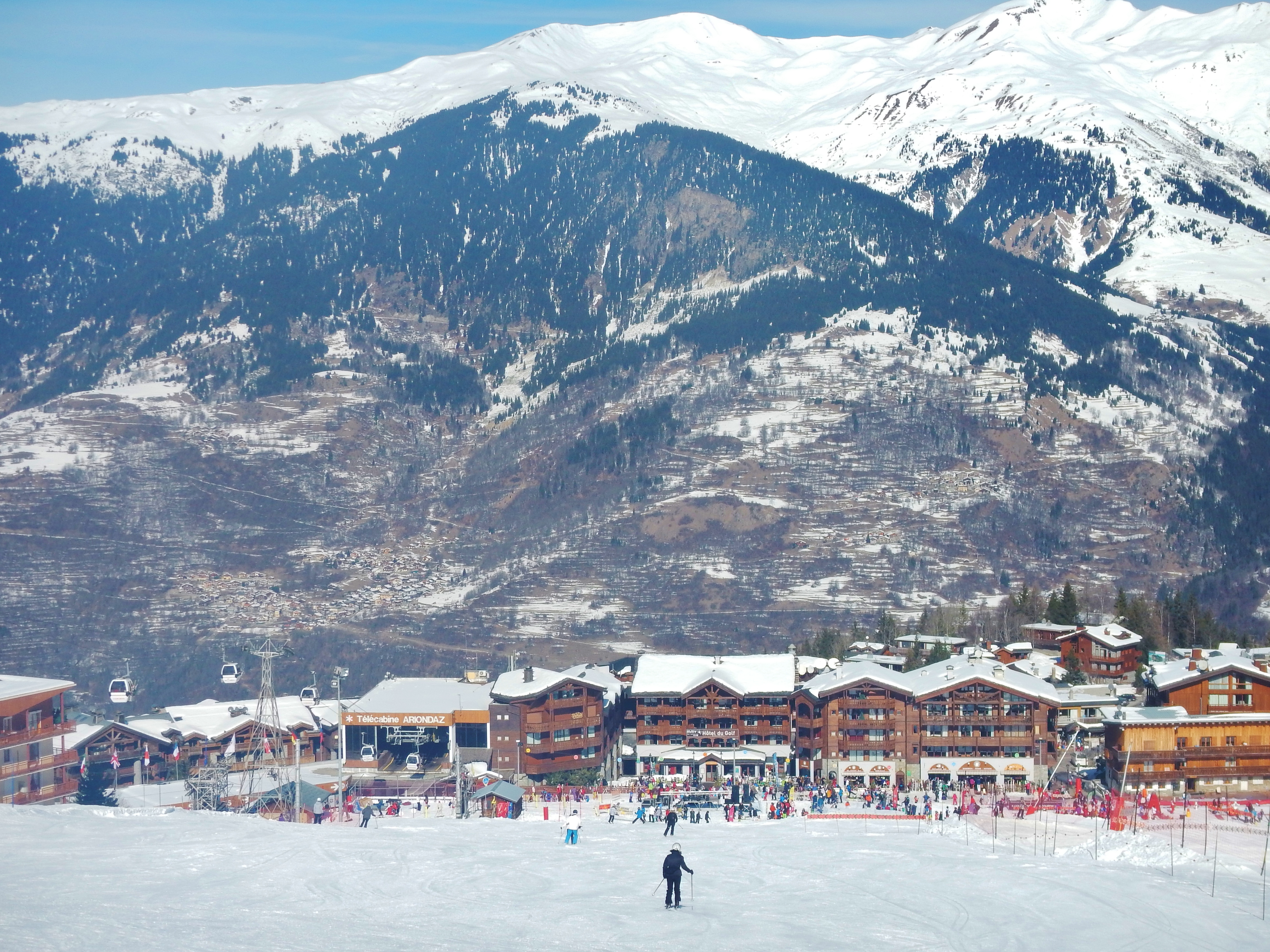
Courchevel Moriond
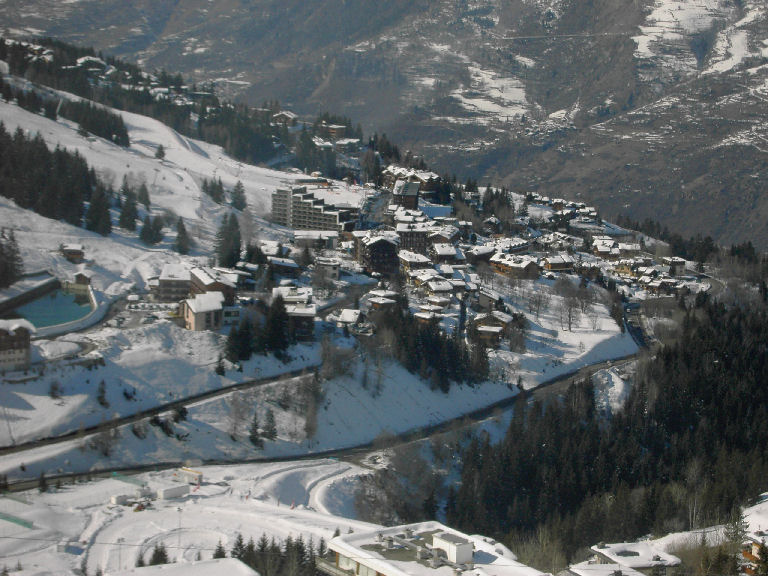
Courchevel Village
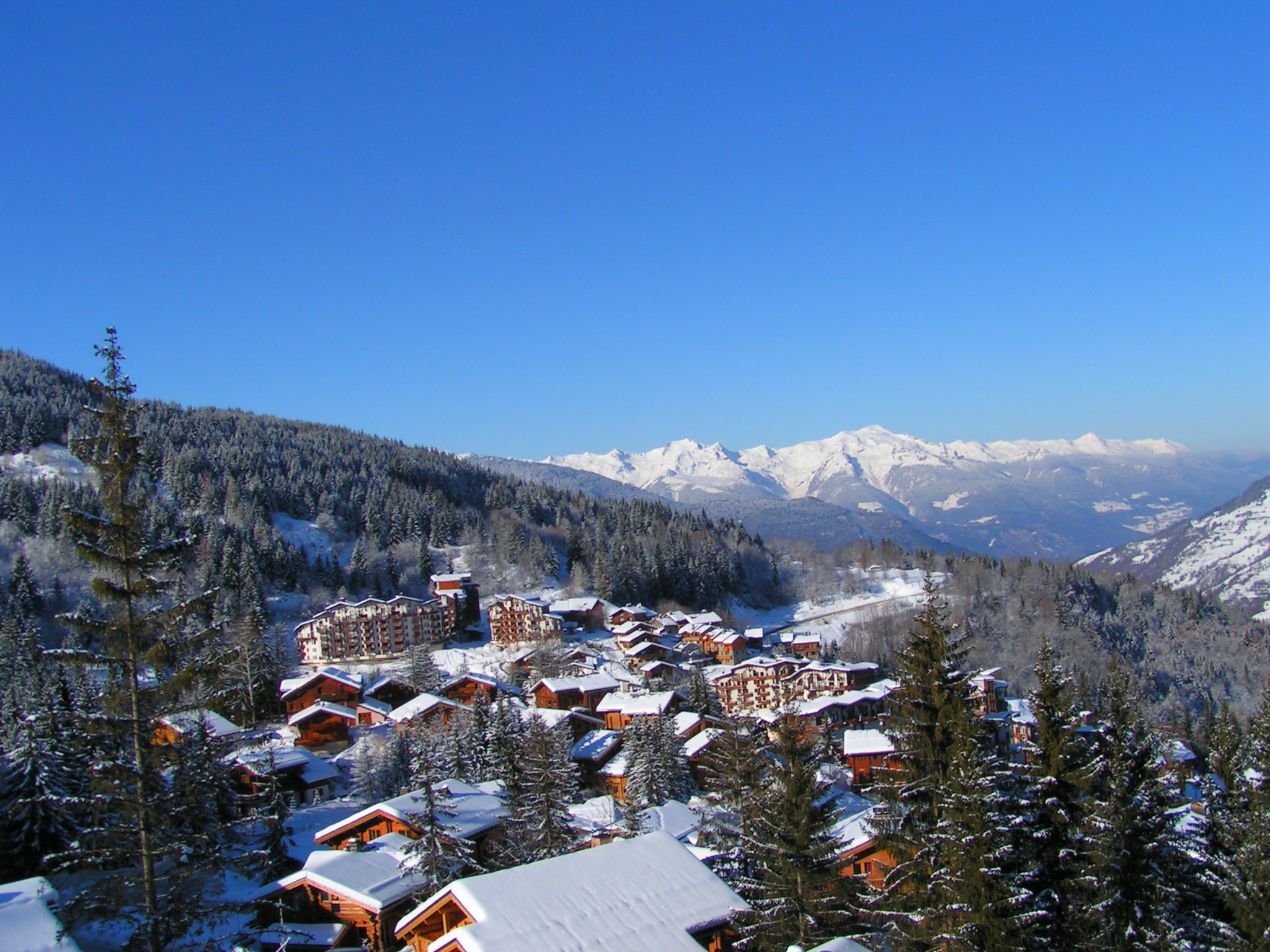
La Tania
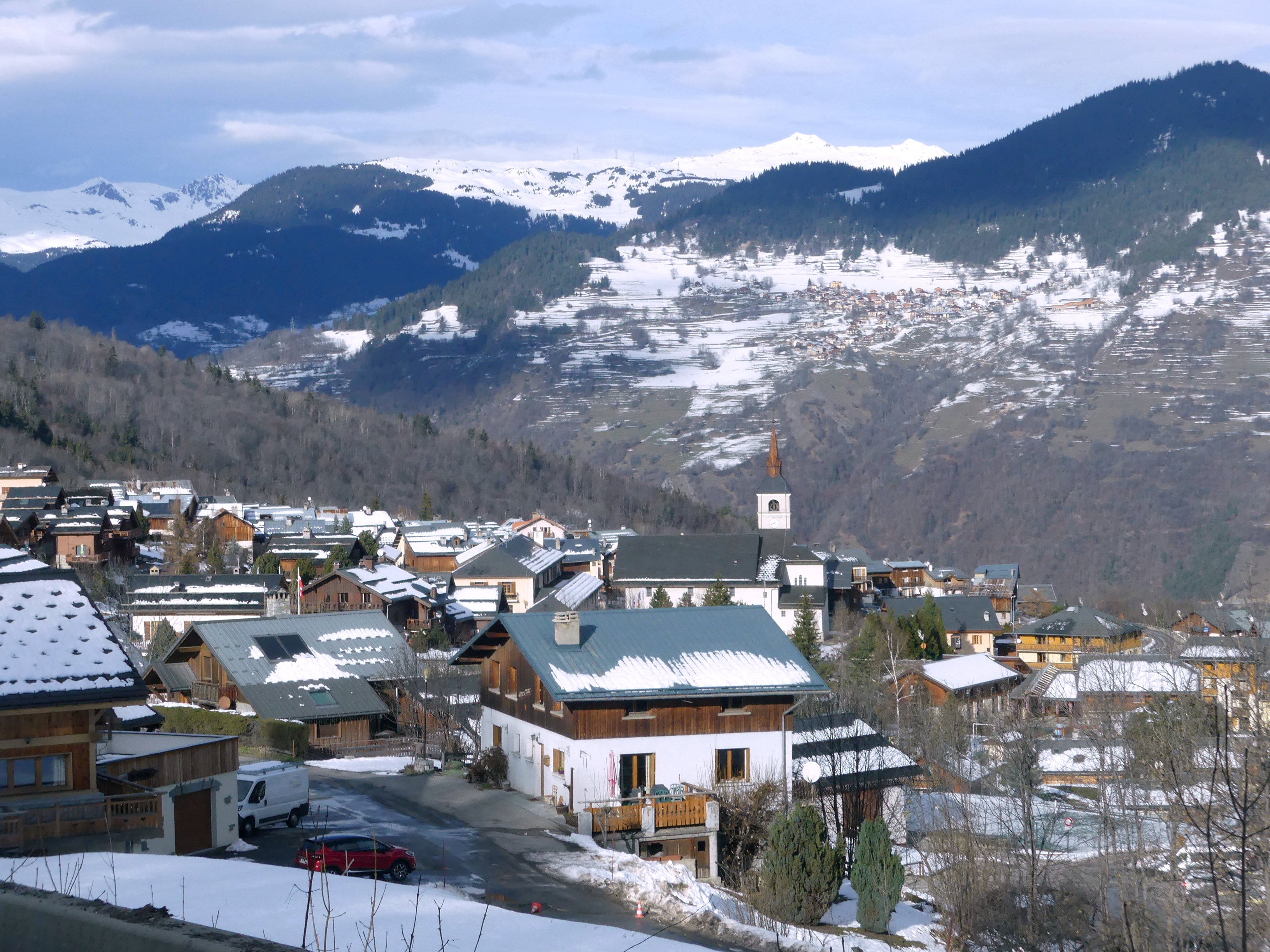
Les Allues
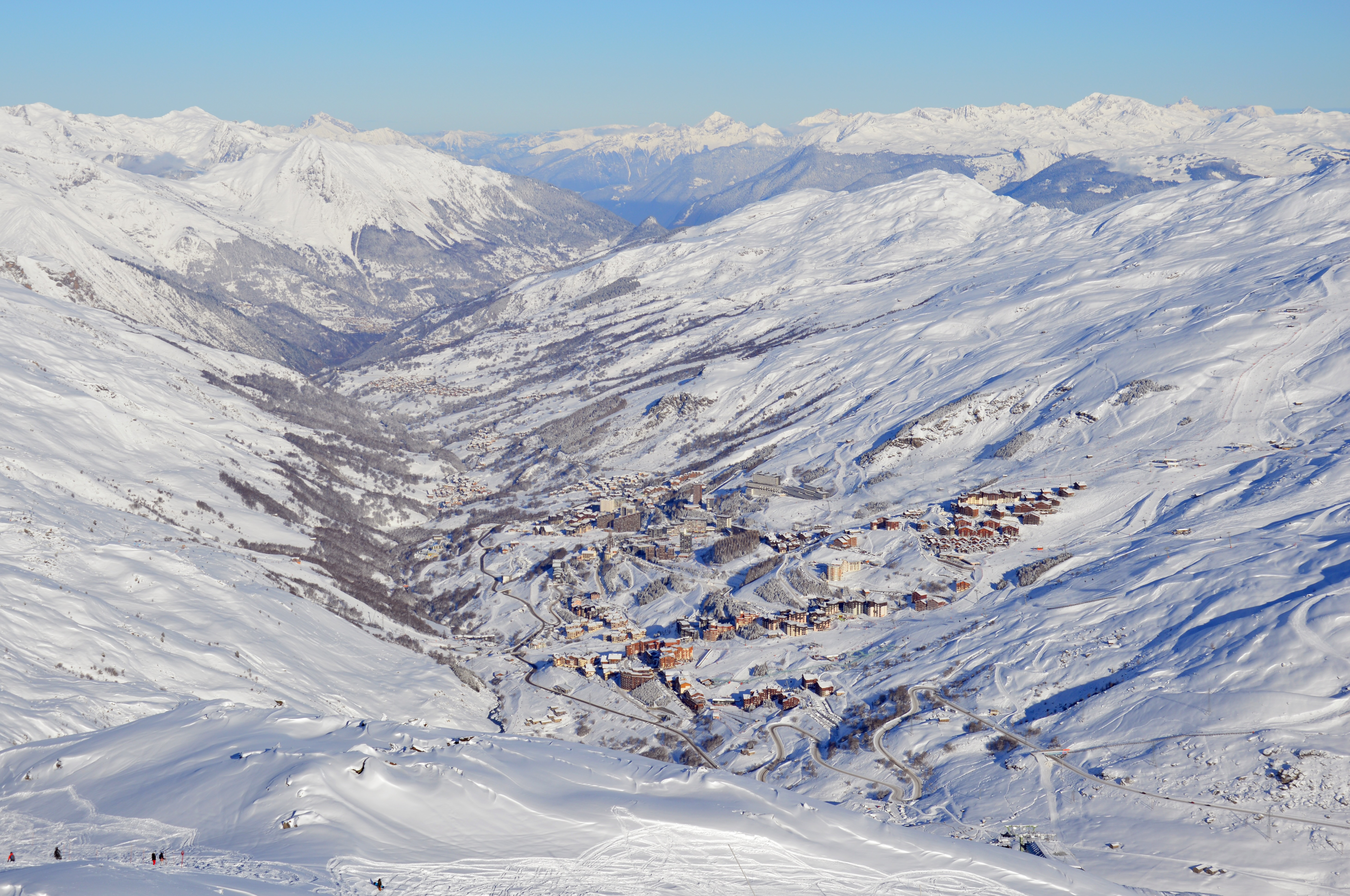
Les Menuires
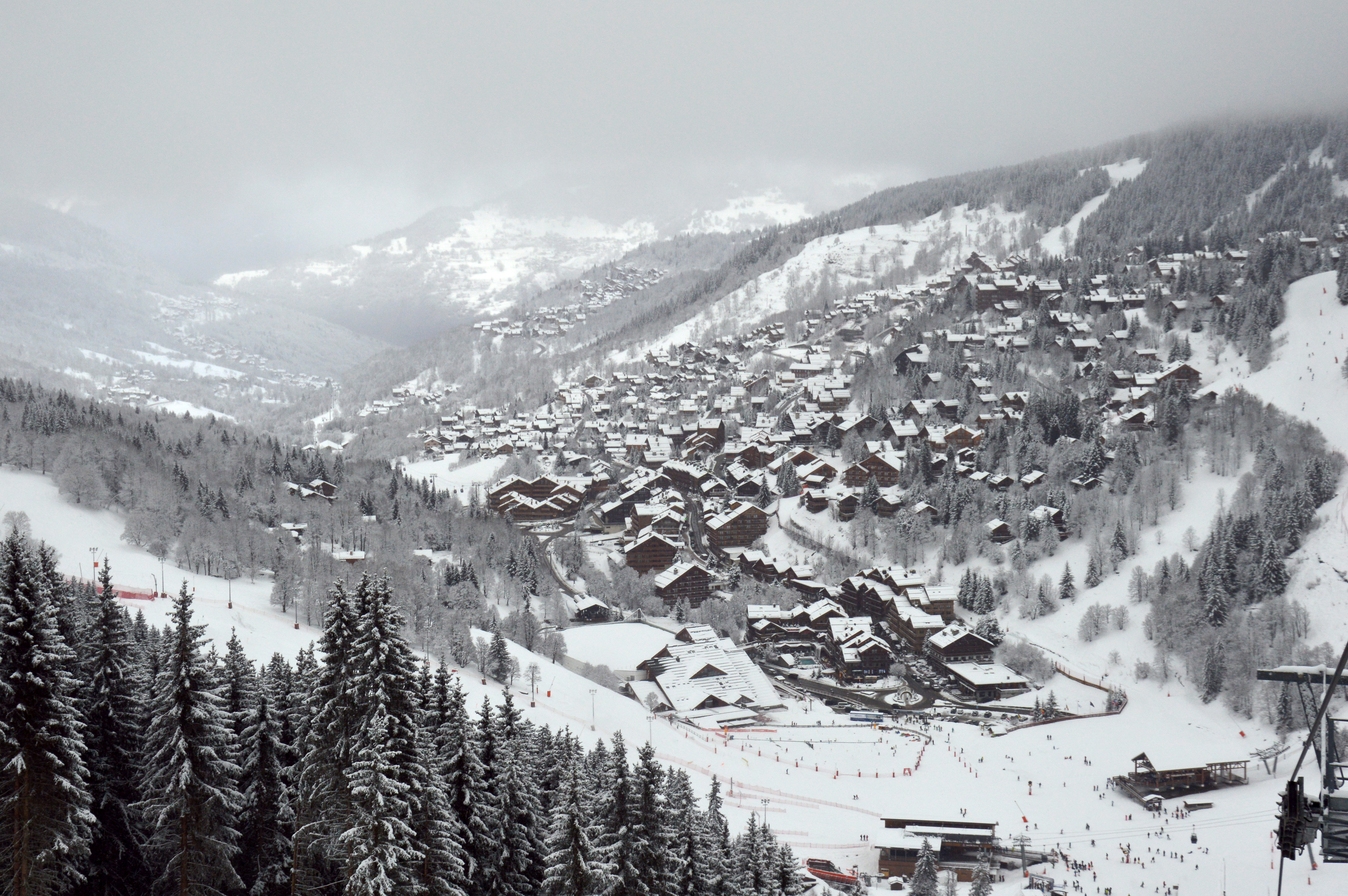
Méribel-Centre
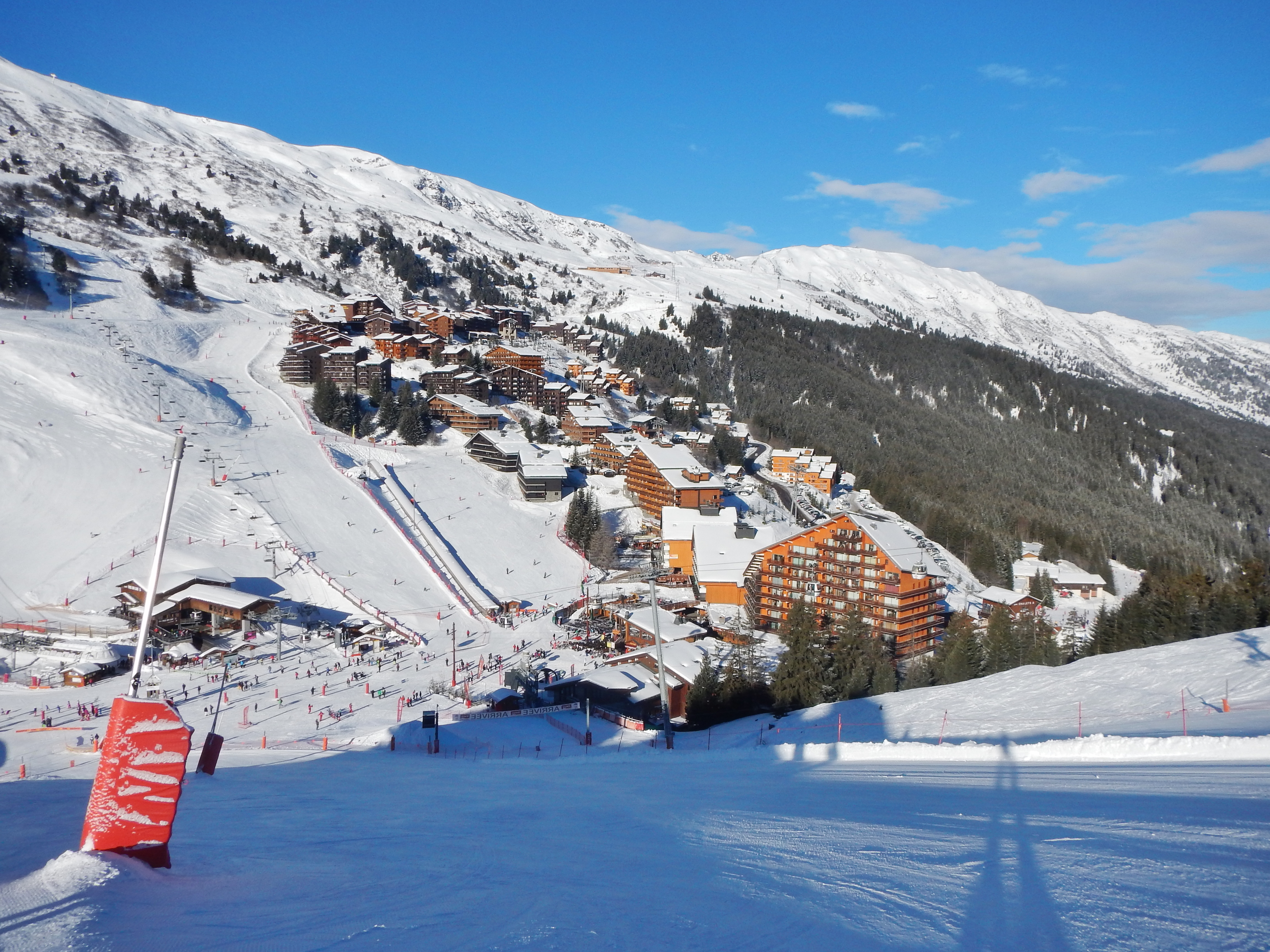
Méribel-Mottaret
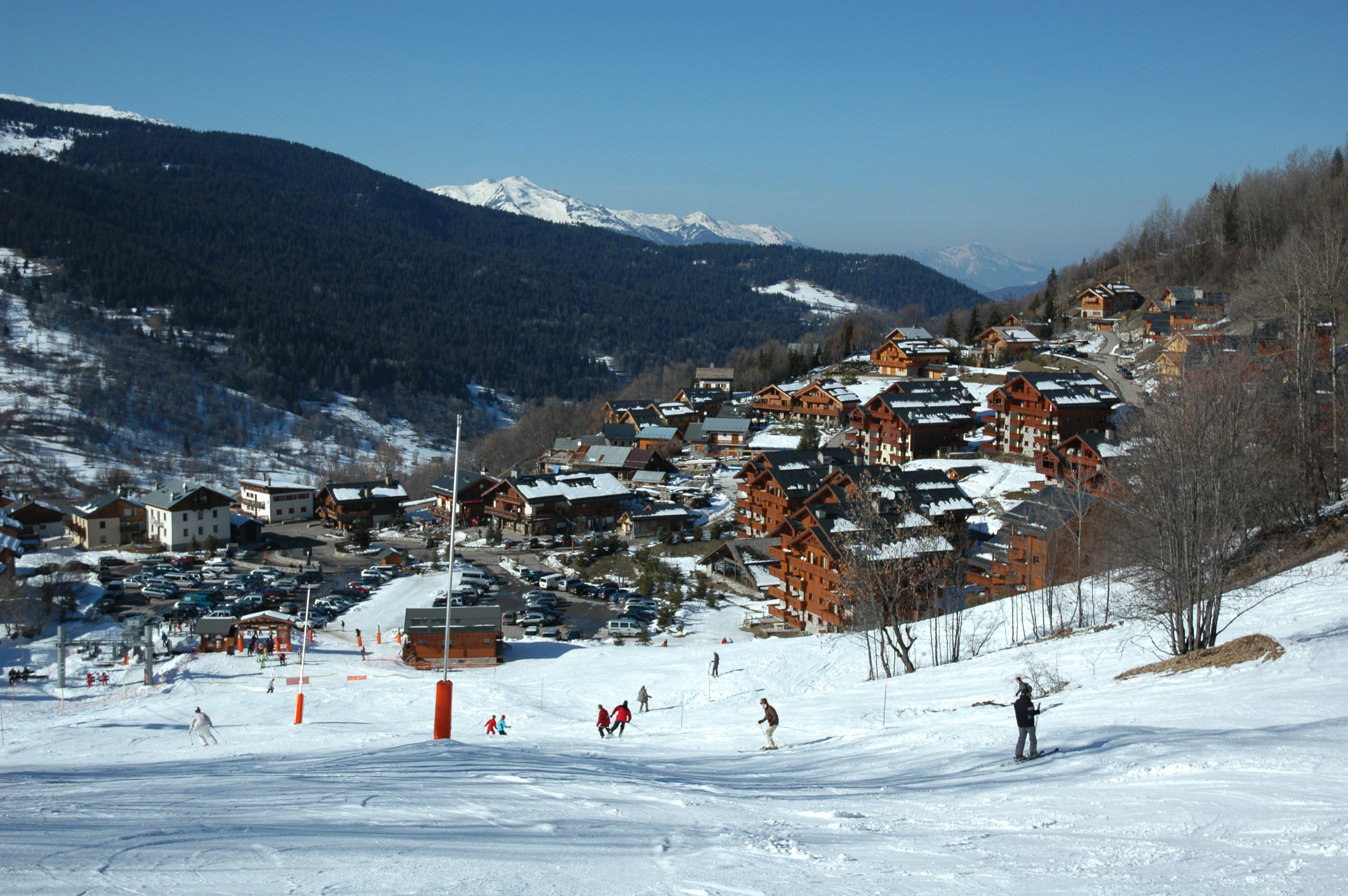
Méribel-Village
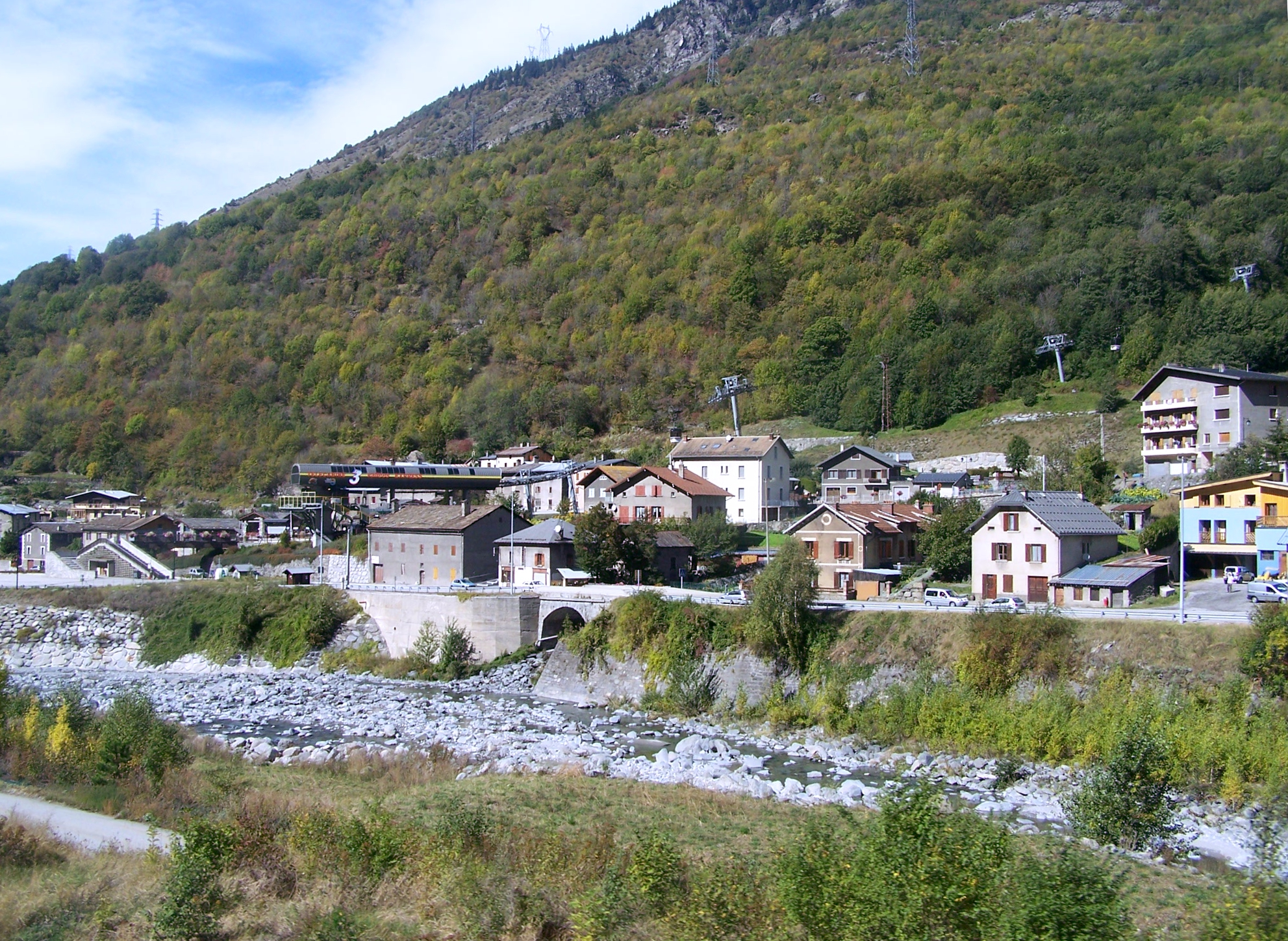
Orelle (Francoz)
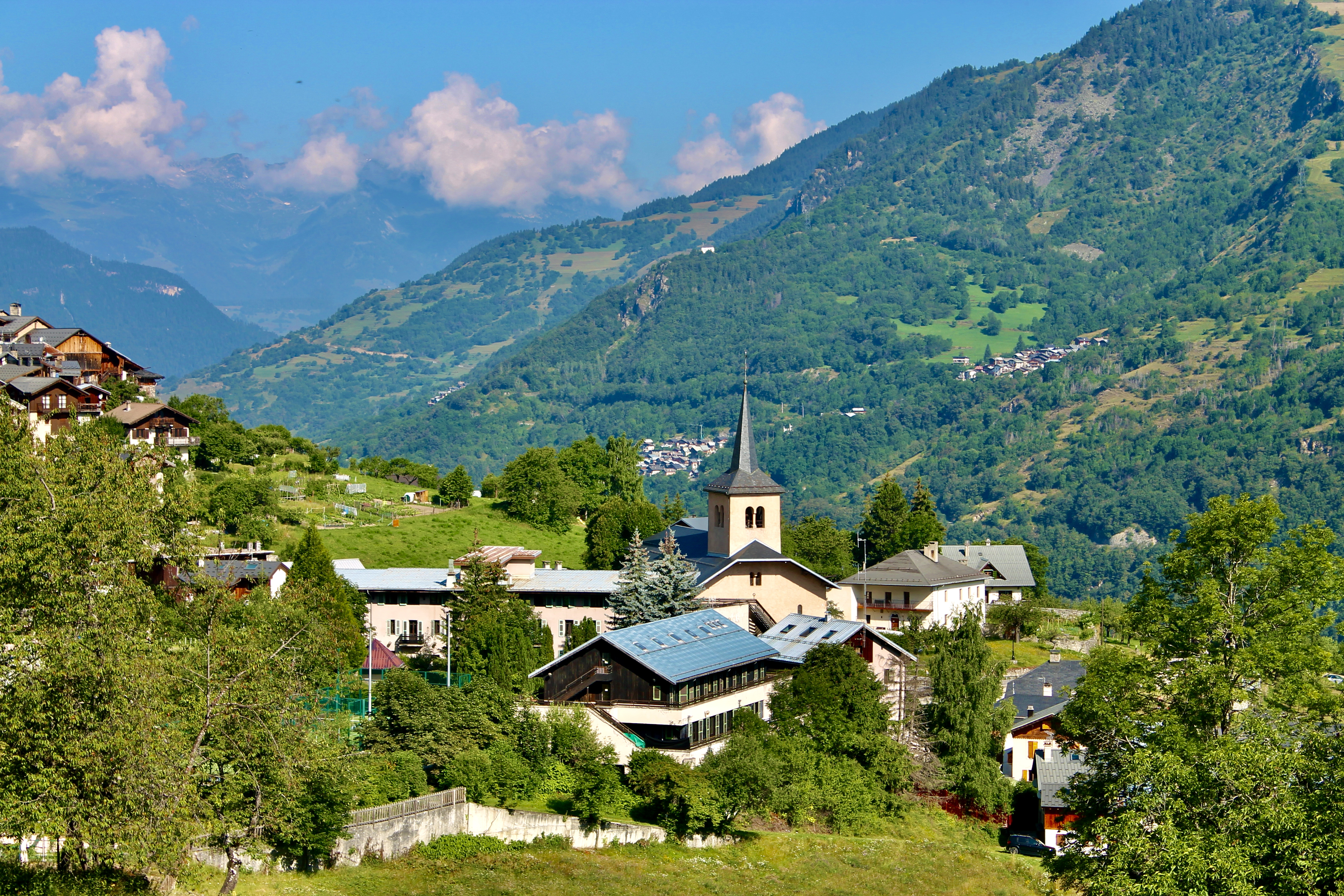
Saint-Bon-Tarentaise
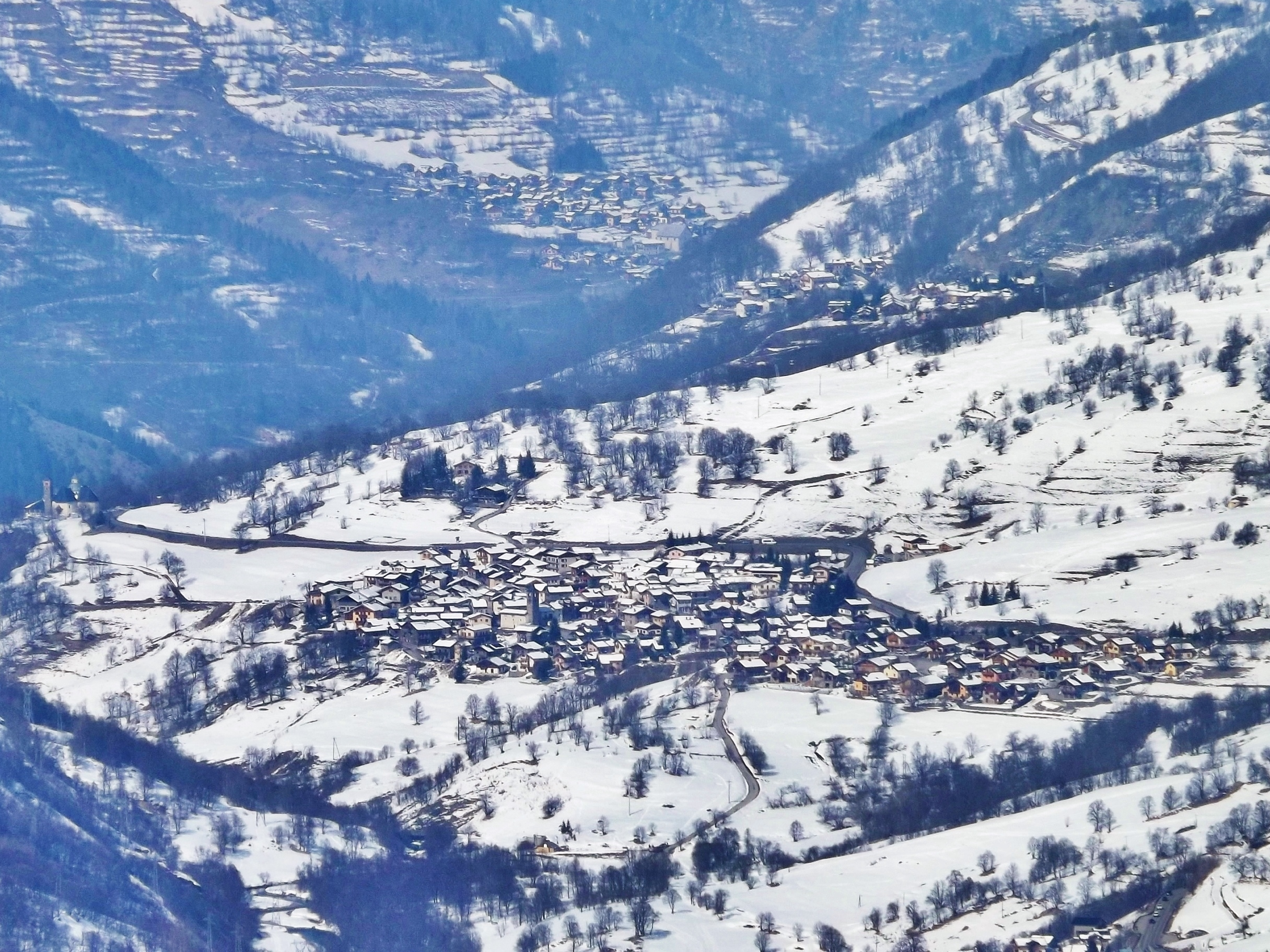
Saint-Martin-de-Belleville (Saint-Marcel)
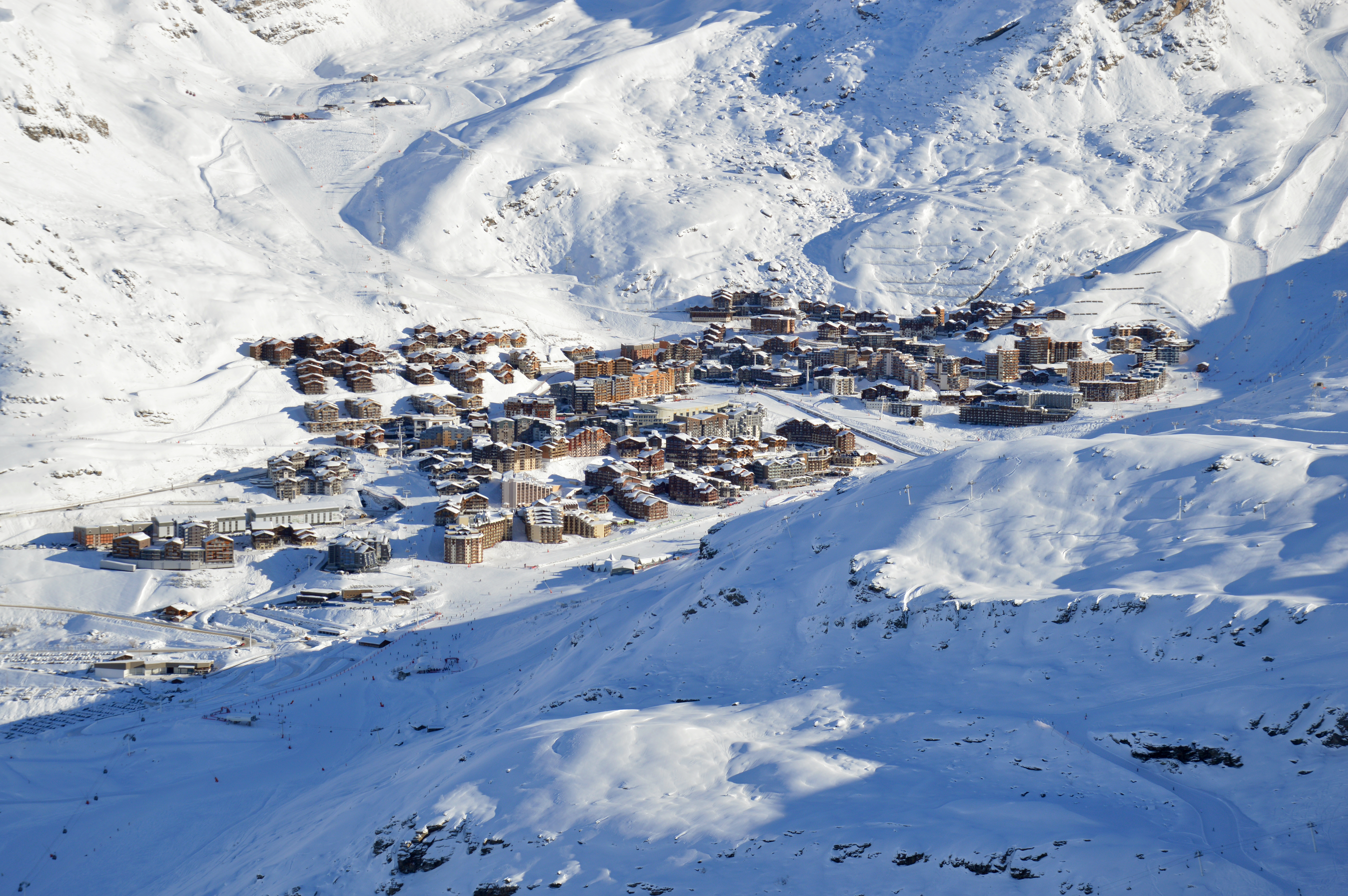
Val Thorens

### Vervoer
Les 3 Vallées is met de auto of autobus bereikbaar via de toegangsweg N90 tot in Moûtiers. Vandaar uit leidt de D117 naar Les Menuires en Val Thorens. De D915 voert naar Bozel, met een afslag richting Méribel in Brides-les-Bains (D90) en een afslag richting Courchevel bij Bozel (D91A). Orelle, dat in het Mauriennedal ligt, kunnen toeristen bereiken via de A43 of de T4 uit Italië.
Moûtiers is per trein bereikbaar met de rechtstreekse hogesnelheidstreinen Thalys Sneeuw (uit Amsterdam, Rotterdam, Antwerpen en Brussel) en TGV (uit Parijs), die beide halte houden in Moûtiers. In 2021 bereikte Compagnie des Alpes bovendien een akkoord om in eigen beheer de rechtstreekse Eurostar-trein vanuit Londen verder te zetten, nadat Eurostar eerder had beslist de dienst stop te zetten.
De dichtstbijzijnde luchthavens zijn die van Chambéry (1u 15 min rijden), Grenoble (2 uur), Lyon (2 uur) en Genève (2 uur).

### Klimaat
In Les 3 Vallées heerst een bergklimaat. Tijdens het wintersportseizoen is de gemiddelde temperatuur 6°, gemeten in Voglans, op ongeveer 300 meter hoogte. Voor elke 1000 meter stijging daalt de temperatuur ongeveer 4° tot 10°. Twee toonaangevende windsoorten in het gebied zijn Föhn en Lombarde. Föhn voert warme lucht uit het zuiden aan, wat slecht is voor de sneeuwcondities en het lawinegevaar vergroot. Lombarde daarentegen voert vaak sneeuw aan. In de zomer is de gemiddelde temperatuur 18° in Voglans, met eveneens een daling van 4° tot 10° per 1000 meter. Op een aantal hoge punten in het dal is de Mont Blanc in het noordoosten zichtbaar. Volgens de lokale bevolking is het zo dat als er wolken om de punt van de Mont Blanc hangen, er over het algemeen een weersverslechtering op komst is.

## Toerisme en sport
In alle skidorpen van Les 3 Vallées samen kunnen tot zo'n 140.000 vakantiegangers en bewoners overnachten; daarmee is het veruit het grootste wintersportgebied van de Franse Alpen.

### Wintersport
Het wintersportseizoen loopt van begin december tot midden april, al openen sommige deelgebieden al vroeger aan lagere capaciteit. Zo kan er in Val Thorens doorgaans al geskied worden van midden november en tot begin mei.
Om toegang te krijgen tot de skiliften moeten skiërs een skipas voor Les 3 Vallées of een van de skigebieden op zak hebben. Er bestaan aparte skipassen voor Val Thorens-Orelle, Les Menuires, het Belleville-dal (Les Menuires, Val Thorens en Orelle), het Allues-dal en het Courchevel-dal. Voor 6 dagen Les 3 Vallées betaalt een volwassen skiër 395 euro (seizoen 2024-2025), waarmee Les 3 Vallées ongeveer even duur is als Paradiski of de skipas Mont Blanc Unlimited.

### Evenementen
Jaarlijks worden er meerdere FIS wedstrijden georganiseerd in het gebied van Les Trois Vallées. Regelmatig worden er Worldcup, Europacup en nationale (jeugd)kampioenschappen gehouden. In 1992 werd er op de hellingen van Meribel Olympisch geskied. De dames deden daar de afdaling, slalom, reuzenslalom en super-G. De heren skieden de slalom in Les Menuires, voor de overige disciplines werd uitgeweken naar andere oorden.
In Val Thorens wordt het wintersportseizoen jaarlijks eind april afgesloten met de Dutch Week.